# Episodi di Wandin Valley (dodicesima stagione)
La dodicesima stagione della serie televisiva Wandin Valley è stata trasmessa in anteprima in Australia dalla Seven Network tra il 19 gennaio 1992 e il 24 novembre 1992.
| nº | Titolo originale                   | Titolo italiano | Prima TV Australia | Prima TV Italia |
| -- | ---------------------------------- | --------------- | ------------------ | --------------- |
| 1  | Heartbreaker (Part 1)              |                 | 19 gennaio 1992    |                 |
| 2  | Heartbreaker (Part 2)              |                 | 20 gennaio 1992    |                 |
| 3  | Feet of Clay (Part 1)              |                 | 26 gennaio 1992    |                 |
| 4  | Feet of Clay (Part 2)              |                 | 27 gennaio 1992    |                 |
| 5  | Alfred the Great (Part 1)          |                 | 2 febbraio 1992    |                 |
| 6  | Alfred the Great (Part 2)          |                 | 3 febbraio 1992    |                 |
| 7  | Alfred the Great II (Part 1)       |                 | 9 febbraio 1992    |                 |
| 8  | Alfred the Great II (Part 2)       |                 | 10 febbraio 1992   |                 |
| 9  | Riding for a Fall (Part 1)         |                 | 16 febbraio 1992   |                 |
| 10 | Riding for a Fall (Part 2)         |                 | 17 febbraio 1992   |                 |
| 11 | Armed and Dangerous (Part 1)       |                 | 23 febbraio 1992   |                 |
| 12 | Armed and Dangerous (Part 2)       |                 | 24 febbraio 1992   |                 |
| 13 | Reach for the Sky (Part 1)         |                 | 2 marzo 1992       |                 |
| 14 | Reach for the Sky (Part 2)         |                 | 3 marzo 1992       |                 |
| 15 | Wings (Part 1)                     |                 | 9 marzo 1992       |                 |
| 16 | Wings (Part 2)                     |                 | 10 marzo 1992      |                 |
| 17 | A Different Drum (Part 1)          |                 | 16 marzo 1992      |                 |
| 18 | A Different Drum (Part 2)          |                 | 17 marzo 1992      |                 |
| 19 | High Hopes (Part 1)                |                 | 23 marzo 1992      |                 |
| 20 | High Hopes (Part 2)                |                 | 24 marzo 1992      |                 |
| 21 | Turning Point (Part 1)             |                 | 30 marzo 1992      |                 |
| 22 | Turning Point (Part 2)             |                 | 31 marzo 1992      |                 |
| 23 | Blood on the Vine (Part 1)         |                 | 6 aprile 1992      |                 |
| 24 | Blood on the Vine (Part 2)         |                 | 7 aprile 1992      |                 |
| 25 | Father to Son (Part 1)             |                 | 13 aprile 1992     |                 |
| 26 | Father to Son (Part 2)             |                 | 14 aprile 1992     |                 |
| 27 | Little Boy Blue (Part 1)           |                 | 20 aprile 1992     |                 |
| 28 | Little Boy Blue (Part 2)           |                 | 21 aprile 1992     |                 |
| 29 | Travelling South (Part 1)          |                 | 27 aprile 1992     |                 |
| 30 | Travelling South (Part 2)          |                 | 28 aprile 1992     |                 |
| 31 | Phoenix (Part 1)                   |                 | 4 maggio 1992      |                 |
| 32 | Phoenix (Part 2)                   |                 | 5 maggio 1992      |                 |
| 33 | Survivors (Part 1)                 |                 | 11 maggio 1992     |                 |
| 34 | Survivors (Part 2)                 |                 | 12 maggio 1992     |                 |
| 35 | Where the Wild Things Are (Part 1) |                 | 18 maggio 1992     |                 |
| 36 | Where the Wild Things Are (Part 2) |                 | 19 maggio 1992     |                 |
| 37 | Sleeping Beauty (Part 1)           |                 | 25 maggio 1992     |                 |
| 38 | Sleeping Beauty (Part 2)           |                 | 26 maggio 1992     |                 |
| 39 | Secrets (Part 1)                   |                 | 1º giugno 1992     |                 |
| 40 | Secrets (Part 2)                   |                 | 2 giugno 1992      |                 |
| 41 | A Kiss Before Dying (Part 1)       |                 | 8 giugno 1992      |                 |
| 42 | A Kiss Before Dying (Part 2)       |                 | 9 giugno 1992      |                 |
| 43 | Family (Part 1)                    |                 | 15 giugno 1992     |                 |
| 44 | Family (Part 2)                    |                 | 16 giugno 1992     |                 |
| 45 | A Little Knowledge (Part 1)        |                 | 22 giugno 1992     |                 |
| 46 | A Little Knowledge (Part 2)        |                 | 23 giugno 1992     |                 |
| 47 | The Contender (Part 1)             |                 | 29 giugno 1992     |                 |
| 48 | The Contender (Part 2)             |                 | 30 giugno 1992     |                 |
| 49 | The Odds Against (Part 1)          |                 | 6 luglio 1992      |                 |
| 50 | The Odds Against (Part 2)          |                 | 7 luglio 1992      |                 |
| 51 | Old Flames (Part 1)                |                 | 13 luglio 1992     |                 |
| 52 | Old Flames (Part 2)                |                 | 14 luglio 1992     |                 |
| 53 | Me and My Girl (Part 1)            |                 | 20 luglio 1992     |                 |
| 54 | Me and My Girl (Part 2)            |                 | 21 luglio 1992     |                 |
| 55 | A Virtuous Woman (Part 1)          |                 | 27 luglio 1992     |                 |
| 56 | A Virtuous Woman (Part 2)          |                 | 28 luglio 1992     |                 |
| 57 | Heaven's Gate (Part 1)             |                 | 3 agosto 1992      |                 |
| 58 | Heaven's Gate (Part 2)             |                 | 4 agosto 1992      |                 |
| 59 | It's My Party (Part 1)             |                 | 24 agosto 1992     |                 |
| 60 | It's My Party (Part 2)             |                 | 25 agosto 1992     |                 |
| 61 | Every Move You Make (Part 1)       |                 | 31 agosto 1992     |                 |
| 62 | Every Move You Make (Part 2)       |                 | 1º settembre 1992  |                 |
| 63 | Out of Wedlock (Part 1)            |                 | 7 settembre 1992   |                 |
| 64 | Out of Wedlock (Part 2)            |                 | 8 settembre 1992   |                 |
| 65 | Trouble in Eden (Part 1)           |                 | 14 settembre 1992  |                 |
| 66 | Trouble in Eden (Part 2)           |                 | 15 settembre 1992  |                 |
| 67 | Drawing the Line (Part 1)          |                 | 21 settembre 1992  |                 |
| 68 | Drawing the Line (Part 2)          |                 | 22 settembre 1992  |                 |
| 69 | The Fundamental Things (Part 1)    |                 | 28 settembre 1992  |                 |
| 70 | The Fundamental Things (Part 2)    |                 | 29 settembre 1992  |                 |
| 71 | Nothing But the Truth (Part 1)     |                 | 5 ottobre 1992     |                 |
| 72 | Nothing But the Truth (Part 2)     |                 | 6 ottobre 1992     |                 |
| 73 | Falling Free (Part 1)              |                 | 12 ottobre 1992    |                 |
| 74 | Falling Free (Part 2)              |                 | 13 ottobre 1992    |                 |
| 75 | Like a Lamb (Part 1)               |                 | 19 ottobre 1992    |                 |
| 76 | Like a Lamb (Part 2)               |                 | 20 ottobre 1992    |                 |
| 77 | The Things We Do for Love (Part 1) |                 | 26 ottobre 1992    |                 |
| 78 | The Things We Do for Love (Part 2) |                 | 27 ottobre 1992    |                 |
| 79 | A Matter of Time (Part 1)          |                 | 2 novembre 1992    |                 |
| 80 | A Matter of Time (Part 2)          |                 | 3 novembre 1992    |                 |
| 81 | A Fair Cop (Part 1)                |                 | 9 novembre 1992    |                 |
| 82 | A Fair Cop (Part 2)                |                 | 10 novembre 1992   |                 |
| 83 | Face the Past (Part 1)             |                 | 16 novembre 1992   |                 |
| 84 | Face the Past (Part 2)             |                 | 17 novembre 1992   |                 |
| 85 | Double Happiness (Part 1)          |                 | 23 novembre 1992   |                 |
| 86 | Double Happiness (Part 2)          |                 | 24 novembre 1992   |                 |